# Ковалевский, Владимир Серафимович
Владимир Серафимович Ковалевский (1931—2006) — учёный-геолог, гидрогеолог, лауреат премии имени Ф. П. Саваренского (1998).

## Биография
Родился 31 августа 1931 года.
В 1954 году — окончил геологический факультет МГУ, после окончания университета работал в Всесоюзном научно-исследовательском институте гидрогеологии и инженерной геологии (ВСЕГИНГЕО).
В 1959 году — защитил кандидатскую диссертацию, тема: «Гидрогеологические условия среднего Прикамья и направление их изменений после создания Ниж-не-Камского водохранилища».
В 1974 году — защитил докторскую диссертацию, тема: «Условия формирования и прогнозы естественного режима подземных вод».
С 1969 года — работал в Институте водных проблем РАН, сначала в должности заведующего лабораторией прогнозов режима подземных вод, а с 1993 года — главного научного сотрудника лаборатории региональных гидрогеологических проблем.
Умер в 2006 году.

## Научная деятельность
Вел научные изыскания в следующих областях и участвовал в полевых работах по перечисленным научным направлениям:
- закономерности формирования режима и ресурсов подземных вод в естественных и нарушенных условиях;
- разработка методов прогноза режима и ресурсов подземных вод, исследования и прогнозы влияния изменений гидрогеологических условий на окружающую среду;
- разработка методологии эколого-гидрогеологических оценок и картирования состояния территорий;
- методы прогнозов и оценками воздействий изменений климата на режим и ресурсы подземных вод;
- проблемы комбинированного использования ресурсов поверхностных и подземных вод для значительного повышения эффективности использования водных ресурсов.

Автор более 180 публикаций, включая 8 авторских и 6 коллективных монографий.
В течение 10 лет возглавлял гидрогеологическую секцию Национального комитета геологов СССР, в течение восьми лет избирался вице-президентом Международной ассоциации гидрогеологов, четыре года был вице-президентом комиссии подземных вод Международной ассоциации гидрологических наук, в течение ряда лет возглавлял комиссию «Режим и баланс подземных вод» Научного совета РАН по гидрогеологии и инженерной геологии.
Был членом редколлегии журнала «Водные ресурсы», а также международного журнала «Environmental Geology».
Под его руководством защищено 6 кандидатских диссертаций.

## Награды
- Государственная премия СССР в области науки и техники (в составе группы, за 1986 год) — за монографию «Основы гидрогеологии» в 6 томах (1980—1984)
- Премия имени Ф. П. Саваренского (1998) — За монографию «Влияние изменений гидрогеологических условий на окружающую среду»
- Заслуженный деятель науки Российской Федерации (1999)
- Дипломы МАИК «Наука/Интерпериодика» за лучшие публикации 1999 и 2004 гг.